# Daily Express
The Daily Express är en brittisk konservativ dagstidning, grundad år 1900. I maj 2015 var upplagan cirka 430 000 exemplar.